# Carabine M59
Pour les articles homonymes, voir M59.
 (août 2023).

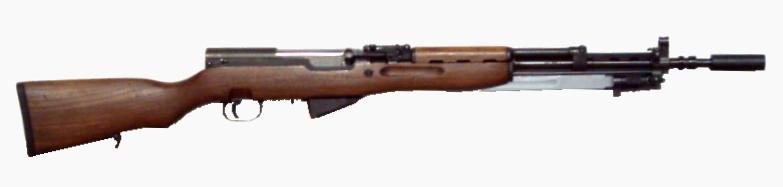
la carabine yougoslave Zastava M59/66

Au début des années 1950, l'URSS livre à la Yougoslavie des SKS. Après la rupture Tito-Staline, l'État yougoslave produit une copie locale pour sa police et son armée : le modèle 59. Entre 1959 et 1970, plus de 400 000 armes seront produite pour la JNA ou l'export.

## Présentation
Les  Zastava PAP (pour armes semi-automatiques) M59 étaient similaires aux SKS 45 mais les canons ne sont pas chromés intérieurement. 
Les modèles M59/66 et M59/66A1 sont facilement identifiables des autres versions : elles disposent en effet, d'un cache flamme cylindrique allongé permettant le tir de différents modèles de grenades de 22 mm aux normes OTAN. En outre, une alidade de visée rabattable pour le tir courbe est placée au-dessus du canon sur ces modèles qui furent  largement exportées en Uruguay  et au Mozambique. Les versions mozambicaines ont une monture en teck fourni par cette nation. mais la grande majorité des carabines yougoslaves ont des crosses en bois de hêtre. La qualité de fabrication est proche voire supérieure à celle du modèle provenant d'URSS.

## Les versions commerciales
Depuis 2003, le fabricant serbe a repris la fabrication de la Zastava M59/66 pour le marché civil nord-américain. 
Zastava a également conçu une version chasse : la ZKP 66. Celle-ci a une crosse, un garde-main et des éléments de visée différents du modèle militaire.

## Fiche technique M59
- Masse: 3,85 kg
- Longueur:  1 020 mm
- Canon: 520 mm
- Magasin: 10 cartouches

## Fiche technique M59/66 et 59/66A1
- Masse:  4,10 kg
- Manchon lance-grenade : 22 mm OTAN
- Longueur: 1 120 mm (1 320 mm avec baïonnette déployée)
- Canon: 560 mm
- Magasin: 10 cartouches